# Ukwuszwujnen
Ukwuszwujnen (ros. хребет Уквушвуйнен) – pasmo górskie w azjatyckiej części Rosji, w  Czukockim Okręgu Autonomicznym.
Stanowią część Gór Koriackich; ciągną się na długości ponad 300 km od Zatoki Anadyrskiej na południowy zachód wzdłuż wybrzeża Morza Beringa; wysokość do 1651 m n.p.m. Powstały podczas orogenezy alpejskiej; zbudowane ze skał wylewnych, łupków i piaskowców; w niższych partiach zarośla kosej limby, w wyższych tundra górska.